# Johann Christoph Sauer

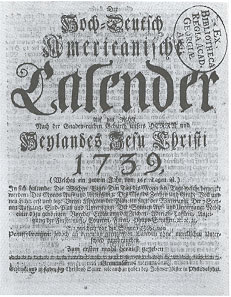
Erster Almanach Sauers (1739)

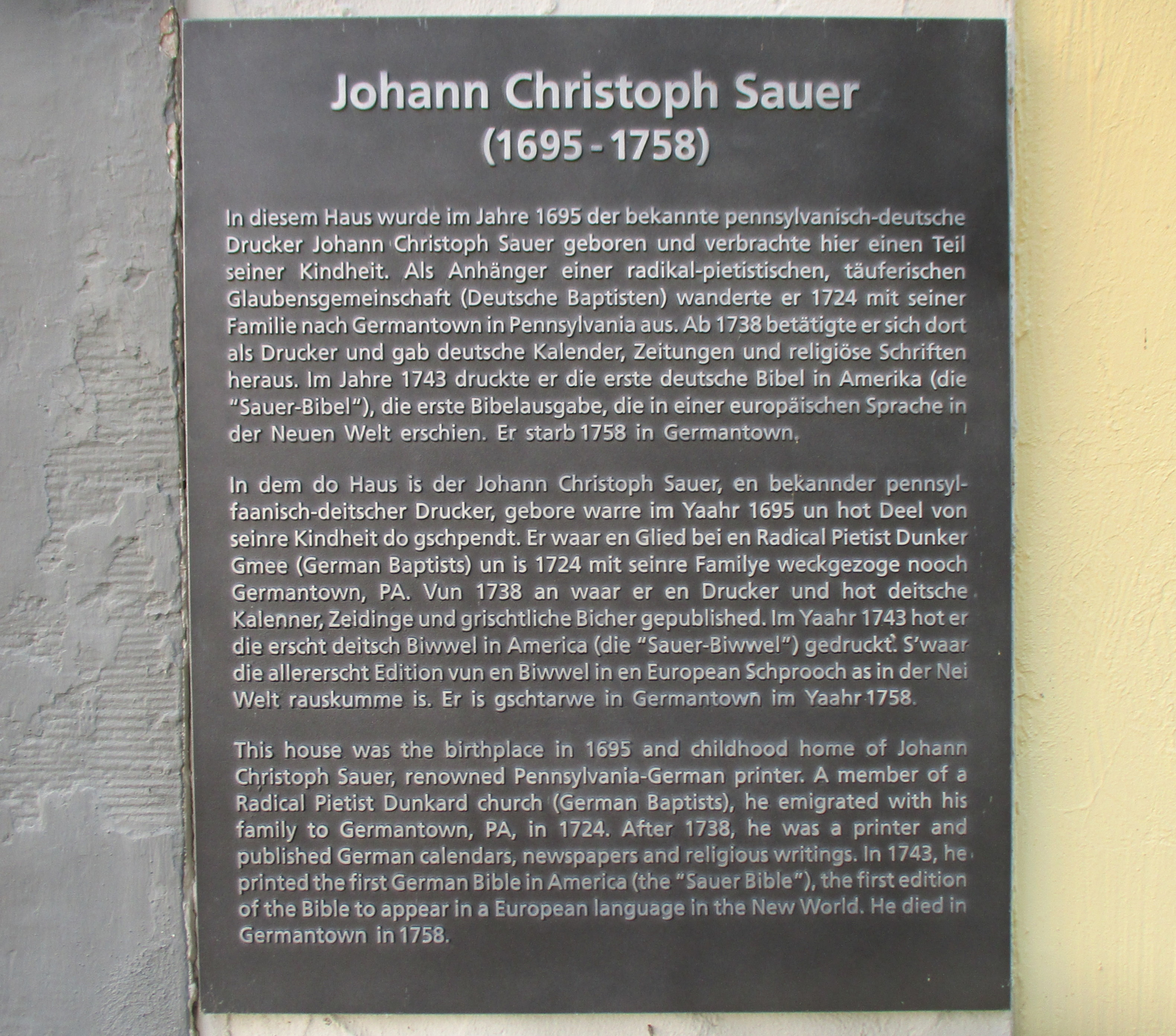
Plakette am Geburtshaus in Ladenburg

Johann Christoph Sauer oder Christopher Sower (getauft 2. Februar 1695 in Ladenburg; † 25. September 1757 in Germantown (Philadelphia)) war der erste deutsche Buchdrucker in Nordamerika.

## Leben und Bedeutung
Sauer wurde 1695 in Ladenburg bei Heidelberg als Sohn des reformierten Pfarrers Johann Christian Sauer geboren. Um 1701 zog er als Kind mit seiner verwitweten Mutter nach Laasphe, wo er 1720 die Witwe Maria Christina (geb. Gruber) heiratete. 1721 wurde ihr Sohn Christoph geboren. 1724 wanderte die Familie nach Pennsylvania aus und ließ sich in Germantown, einem nördlichen Vorort von Philadelphia nieder, wo Sauer zunächst seinem erlernten Beruf als Schneider nachging. Er betätigte sich u. a. aber auch als Uhrmacher und Buchhändler für christliche Erbauungsliteratur.
Seit 1735 bemühte er sich nachweislich um die Beschaffung der Ausstattung für eine deutschsprachige Druckerei. 1738 erhielt er Fraktur-Lettern aus einer Schriftgießerei in Frankfurt am Main. Seit 1739 druckte Sauer zahlreiche Kalender, Bücher und eine Zeitung, die später als Germantowner Zeitung wöchentlich erschien (bis 1777).
1743 druckte er eine deutschsprachige Bibel, die Sauer-Bibel, sie hatte 1.272 Druckseiten. Sie gilt nach der in der Massachusett-Sprache gedruckten Missionsbibel John Eliots als die zweite in Amerika gedruckte Bibel, die erste englischsprachige erschien erst 40 Jahre danach.
Sauer und seine Nachkommen prägten den deutschsprachigen Buchdruck im kolonialen Amerika entscheidend.